# Silvio Funtowicz
Silvio O. Funtowicz (Buenos Aires, 1946) es un filósofo analítico en el campo de los estudios de ciencia, tecnología y sociedad. Creó NUSAP, un sistema de notación dirigido a la caracterización de la incertidumbre y la calidad de las expresiones cuantitativas, y junto con Jerome Ravetz introdujo el concepto de ciencia post-normal. En la actualidad es profesor en el Centro para el Estudio de las Ciencias y las Humanidades (SVT) de la Universidad de Bergen (Noruega).

## Biografía
Silvio Funtowicz comenzó su carrera enseñando matemáticas, lógica y metodología de investigación en Buenos Aires, Argentina. Dejó Argentina durante la dictadura militar y se trasladó a Inglaterra donde, durante la década de 1980, fue investigador en la Universidad de Leeds. Hasta su jubilación en 2011 trabajó como científico en el Centro Común de Investigación de la Comisión Europea (EC-JRC). Desde febrero de 2012 ha sido Profesor II en el Centro para el Estudio de las Ciencias y las Humanidades (SVT) de la Universidad de Bergen, Noruega.

## Actividad Científica
El libro de Silvio Funtowicz con Jerome R. Ravetz “incertidumbre y calidad en la ciencia de la política” inició una serie de reflexiones sobre la calidad de la ciencia utilizada en la toma de decisiones, sobre todo en relación con los riesgos ambientales y tecnológicos y la investigación relacionada con las políticas, dando a luz a NUSAP, un sistema de notación para la gestión y la comunicación de la incertidumbre en la ciencia política. Sobre la base de este trabajo seminal se desarrolló el concepto de la ciencia post-normal, el cual se introdujo en una serie de artículos publicados en la década de los noventa. Algunas aplicaciones de NUSAP a diferentes ajustes fueron realizadas, entre otros,  por Jeroen van der Sluijs et al. 2005.
El artículo 'Ciencia para la era post-normal "es actualmente el artículo más citado de la revista Future. Otro artículo muy relevante e inspirador es "El valor de un pájaro: la economía ecológica como una ciencia post-normal" publicado en la revista Ecological Economics.
Hoy en día la ciencia post-normal (PNS) pretende ser aplicable a la mayoría de los casos en los que el uso de pruebas está en discusión debido a diferentes normas y valores. Para Peter Gluckman (2014), el principal asesor de ciencia del primer ministro de Nueva Zelanda, los enfoques de la ciencia post-normal son apropiados para una serie de problemas que incluyen "erradicación de plagas exógenas [...], prospecciones petrolíferas, la legalización de las drogas psicotrópicas recreativas, la calidad del agua, la violencia familiar, la obesidad, la morbilidad y el suicidio adolescente, el envejecimiento de la población, la priorización de la educación en la primera infancia, la reducción de gases de efecto invernadero agrícolas, y equilibrar el crecimiento económico y la sostenibilidad ambiental".
Para Carrozza PNS puede ser "enmarcada en términos de una llamada a la 'democratización de la experiencia'", y como "reacción en contra de las tendencias de 'cientificación'" de la política, en las que se asigna a los expertos un papel crítico en la formulación de políticas, marginando a los laicos".
En palabras del propio Funtowicz en su artículo junto con Hidalgo (2024):  
"La CPN, como ciencia de la anticipación responsable, reconoce  como  paritario  el  conocimiento  creado  histórica  y  culturalmente  fuera  del  ámbito científico. No se trata solamente de reconocer, por ejemplo, que los campesinos y los pescadores tienen conocimientos válidos y útiles. No basta solo con -saber que-, sino también      -saber cómo-. El conocimiento práctico, experiencial, situado, adquirido por vivir en un cierto lugar y condición, no es inferior a un conocimiento que se pretende objetivo, visión neutral que se da desde ninguna parte."

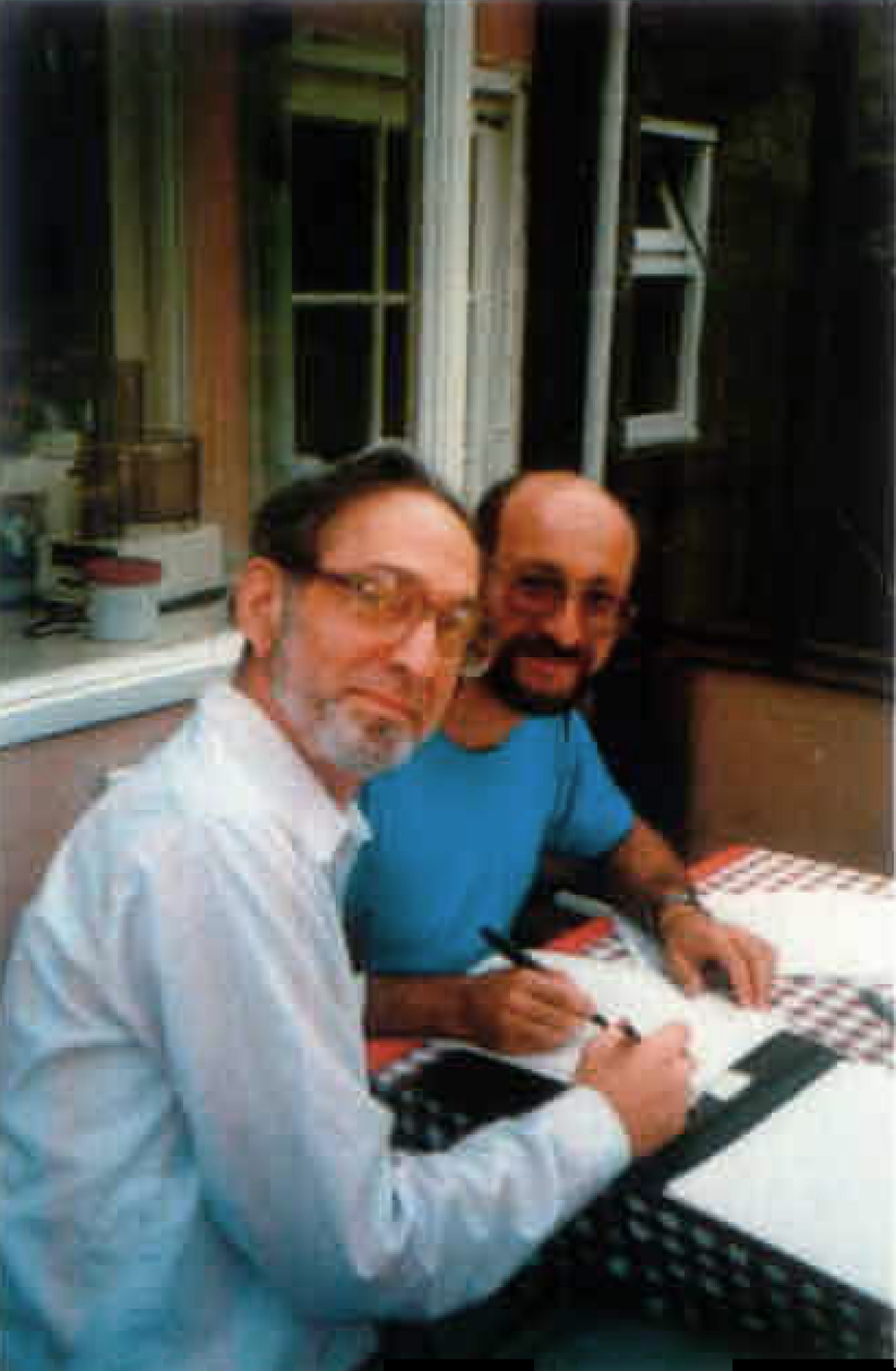
Silvio Funtowicz junto a Jerome Ravetz, con quien desarrolló el concepto de ciencia posnormal.

En trabajos más recientes, Funtowicz, conjuntamente con Roger Strand, ha reflexionado sobre el papel de las agencias en tiempos de cambio, argumentado que una visión del riesgo centrada en las predicciones y los procesos de control en casos de peligros globales y emergentes debe ser sustituida por una visión basada en el compromiso: "en vez de creer que los desafíos globales contemporáneos se afrontan únicamente siendo responsables frente al riesgo, deberíamos preguntarnos cómo mantener nuestro compromiso en tiempos de cambio". Junto con Angela Guimarães Pereira fue editor de un volumen de Oxford University Press titulado 'Science for Policy: New Challenges, New Opportunities’,  y otro con Routledge 'the End of the Cartesian Dream' en el final del sueño cartesiano, que representan un importante esfuerzo colectivo de recopilación de trabajos de tres generaciones de investigadores en el campo de la PNS. A estos volúmenes les siguió, un año después, otro libro escrito por la misma comunidad de autores centrado en la reproducibilidad y control de la calidad de la ciencia. Junto con Andrea Saltelli, entre otros autores, desarrolló el concepto de auditoría de sensibilidad, una extensión del análisis de sensibilidad para los modelos estadísticos y matemáticos utilizados como base para el diseño y evaluación de políticas. Es autor conjuntamente con Alice Benessia de una serie de trabajos sobre las innovaciones y la tecnociencia. Éstos son ensayos críticos sobre lo que significa para una sociedad sea "inteligente" y "sostenible". Con Jerome R. Ravetz contribuyó recientemente con dos entradas originales en la Enciclopedia de las Ciencias Sociales y del Comportamiento (Oxford) relativas a la "revisión por pares y Control de Calidad" y sobre las "Nuevas formas de Ciencia". Desde los años noventa ha trabajado con Bruna De Marchi y otros autores sobre riesgo, gobernabilidad y la participación del público.
En la década de 1990, Silvio Funtowicz colaboró con el fallecido James J. Kay y otros miembros de lo que algunos han llamado el "Dirk Gently Gang" (incluyendo a Mario Giampietro y David Waltner-Toews) en el enfoque de los ecosistemas. Este trabajo, que une teoría de la complejidad, la termodinámica, y la ciencia post-normal exploró implicaciones de esta "nueva ciencia" para la gestión del medio ambiente y el bienestar humano.
Entre otros académicos con los que Silvio Funtowicz ha colaborado es Martin O'Connor.

## Un poema (en inglés)
•  A Post Normal Poem, in honour of Silvio Funtowicz for his 70th birthday, by David Waltner-Toews, September 2016.